# Henryk Czarnecki (dyrektor teatru)

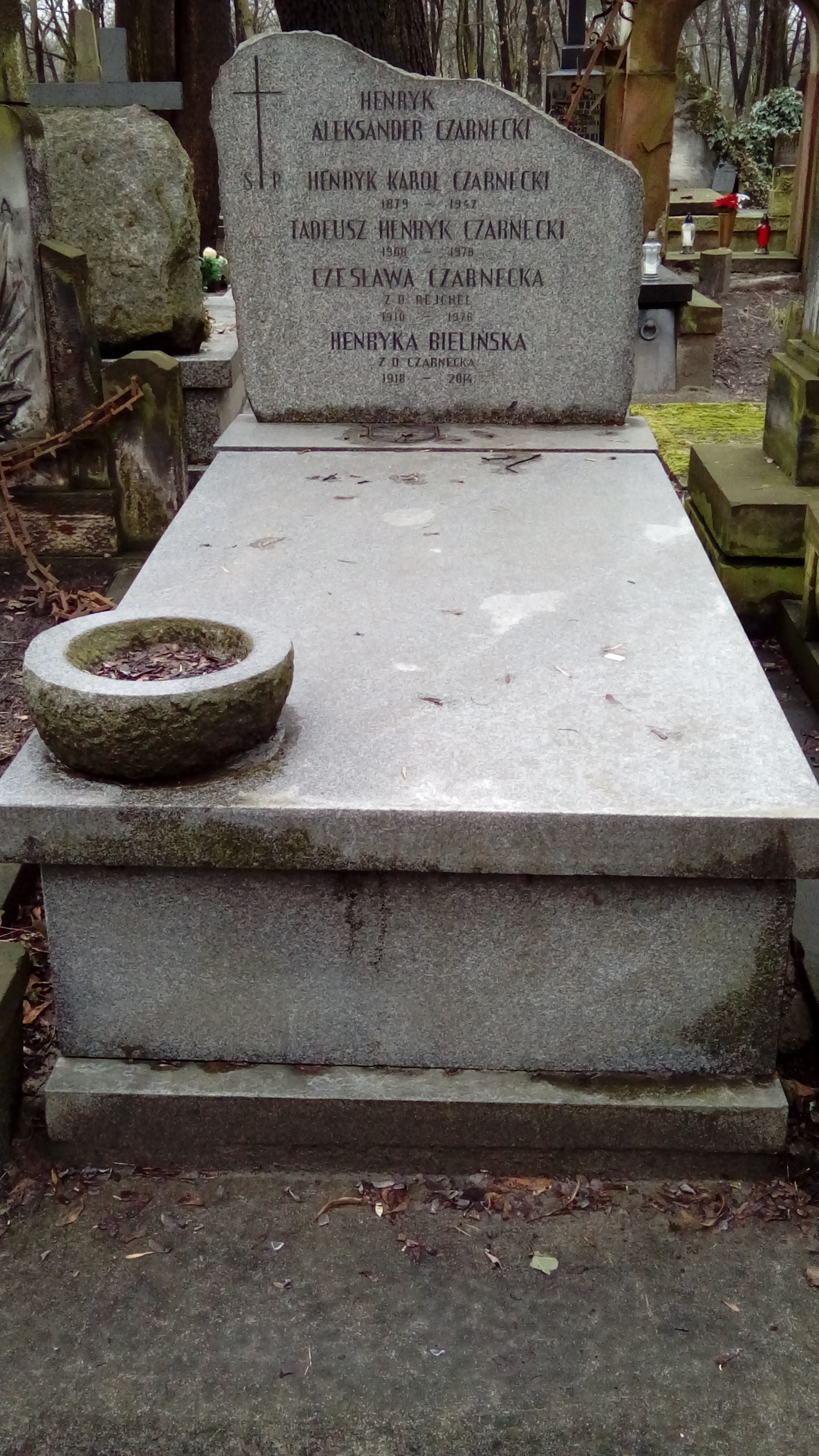
Grób Henryka Czarneckiegoj na cmentarzu Powązkowskim

Henryk Karol Czarnecki (ur. 9 października 1879 w Warszawie, zm. 8 stycznia 1947 w Częstochowie) – polski aktor, dyrektor teatrów.

## Życiorys
Był synem Henryka Aleksandra i Józefy z domu Geber, ojcem Henryka Tadeusza Czarneckiego i dziadkiem Ryszarda Czarneckiego.
Uczęszczał do Klasy Dykcji i Deklamacji przy Warszawskim Towarzystwie Muzycznym za czasów K. Zalewskiego. Od około 1899 występował w Warszawskich Teatrach Rządowych jako chórzysta i do 1906 grał role w różnych teatrach na terenie Królestwa Polskiego. Od 1906 zajął się organizacją i kierowaniem zespołami teatralnymi między innymi w Winnicy, Berdyczowie, Łomży, Płocku, Ciechocinku, Włocławku.
Był też zaangażowany w polską kampanię plebiscytową na Górnym Śląsku, gdy był dyrektorem teatru w Sosnowcu. Z zespołem tego teatru dawał przedstawienia na terenach objętych plebiscytem, a w Sosnowcu organizował specjalne przedstawienia dla Komitetu Plebiscytowego, szkoląc śląskich działaczy.
Śląsk opuścił po 5 latach, w 1925, aby znów z zespołem operetkowym udać się do Ciechocinka, a następnie Grodna. Od października 1926 do lutego 1929 był dyrektorem Teatru Miejskiego w Grudziądzu. W następnych latach w dalszym ciągu działał jako dyrektor zespołów między innymi w Ciechocinku i Grudziądzu. W czasie II wojny światowej, był poszukiwany przez Niemców za swoją aktywną działalność w czasach plebiscytowych. Ukrywał się jako Emil Czarnecki, przyjmując tożsamość swojego zmarłego brata. Zmarł po wojnie po przesłuchaniach w Urzędzie Bezpieczeństwa Publicznego (UB).
Groby znajdują się na cmentarzu Powązkowskim w Warszawie (kw. 210-3-19) oraz cmentarzu św. Rocha w Częstochowie.